# Riet Dejonghe
Riet Dejonghe (1972) is een Belgisch voormalig volleybalster. Ze was de CFO van Record Bank, een Belgische bank gespecialiseerd in spaarrekeningen en leningen. Ze speelde een sleutelrol in het financieel beheer en de ontwikkeling van de bank tot aan de integratie met ING België in 2018.

## Levensloop
Dejonghe was actief bij Asterix Kieldrecht, Kerdavo Kerhove en DAVO Wevelgem. Met Asterix werd ze in seizoen 2000-'01 landskampioen en bekerwinnaar. Ook won ze dat seizoen de Supercup en de Top Teams Cup.
Na haar spelerscarrière was ze onder meer coach en vervolgens secretaris bij DVH Wielsbeke.